# アンヌイト・コエプティス

アメリカ合衆国の国璽の裏面。上部に「アンヌイト・コエプティス」と書かれている。

アンヌイト・コエプティス (Annuit cœptis ,[ˈænjuɪt ˈsɛptɪs]; 古典ラテン語: [ˈannuɪt ˈkoe̯ptiːs]) とは、アメリカ合衆国の国璽に書かれた2つのモットーの、上に書かれた方である。
(2つ目のモットーは「 Novus ordo seclorum 」である。また国璽の表側には「 E pluribus unum 」が書かれている)。
ラテン語の単語「 annuo 」(直説法現在三人称単数形 annuit もしくは直説法完了三人称単数形 annuit)は「うなずく」「認める」を意味し、同じく「 coeptum 」(複数与格形 coeptis)は「開始」「仕事」を意味する。
直訳すると「神は我々の取り組みを支持する(現在形)」もしくは「神は我々の取り組みを支持した(完了形)」という意味である。

## アメリカ合衆国の国璽

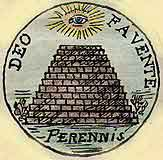
バートンのデザイン案。「 Deo Favente 」「 Perennis 」の句が書かれている。

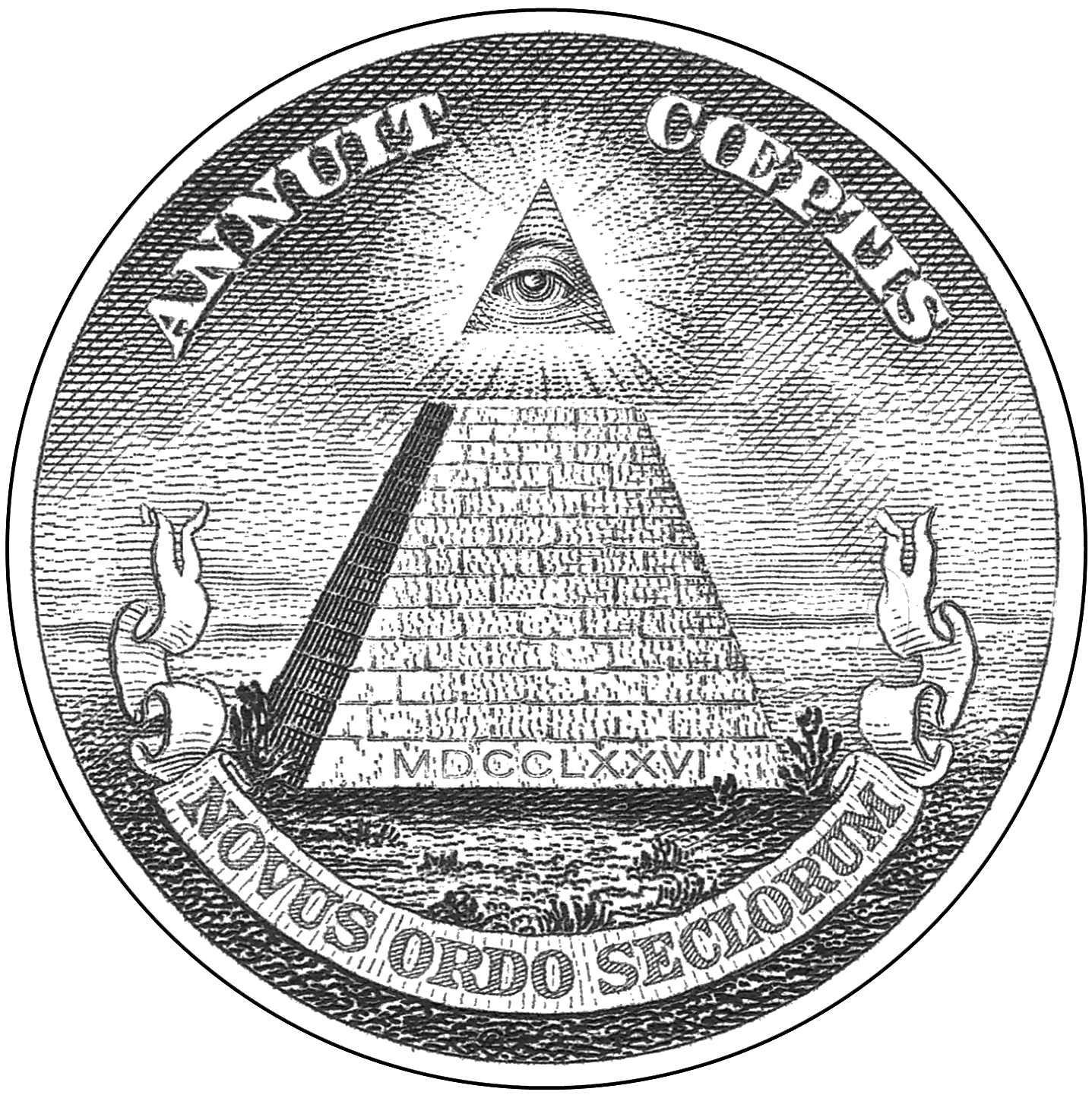
1ドル紙幣に描かれたプロビデンスの目とピラミッド。

1782年、サミュエル・アダムズは3つめの検討委員会を立ち上げ、フィラデルフィア出身のウィリアム・バートンをデザイン製作者に任命、国璽のデザイン案を提出するよう求めた。
裏面のデザインとしてバートンは、「プロビデンスの目とその下の13層のピラミッド」という図柄を提案した。
図柄に載せるモットーに、バートンは「 Deo Favente (神の支持のもとで)」と「 Perennis (永遠に)」を選んだ。
ピラミッドと「 Perennis 」の着想元は、フランシス・ホプキンソンが提案した大陸50ドル紙幣である。
バートンが『 " Deo favente " は公式紋の目、すなわちプロビデンスの目を意味する。』と語ったように、モットーはプロビデンスの目を暗示している。
バートンにとっては、「 Deus (神)」とプロビデンスの目とは同じ存在であった。
国璽デザインの最終段階で、元ラテン語教師のチャールズ・トムソンは、裏面デザインにピラミッドと目を残したものの、「 Deo Favente 」の代わりに「 Annuit Cœptis 」、「 Perennis 」の代わりに「 Novus Ordo Seclorum 」と置き換えた。
このモットーの意味について、トムソンは公式説明として『ピラミッドの上の目と Annuit Coeptis のモットーは、アメリカの活動に賛意を示す神意の大いなる現れを暗示する』と記している。

## Deo Favente から Annuit Coeptis への変更
アメリカ合衆国国務省、造幣局、財務省は、「 Annuit Cœptis 」を「神は我々の取り組みを支持している」と解釈している。
しかし元になったラテン語文では、主語が誰(もしくは何)であるか明示されていない。
ロバート・ヒエロニムスは国璽について博士論文を書き、国璽のテーマに沿った13文字ちょうどの句を取り入れた点に、トムソンの意図があったと主張した。
表面の「 E Pluribus Unum 」も13文字、13本の矢、13の星、13本の縞、ピラミッドも13段だが、「 Deo Favente 」は10文字しかない。
ヒエロニムスによれば、「 Annuit Coeptis 」の句も13文字から成り、国璽のテーマに沿うところから選ばれたという。
しかし、「 E Pluribus Unum 」と「 Annuit Coeptis 」がともに13文字であるのは偶然に過ぎないと主張する人々も多い